# Gundlachia diffusa
Gundlachia diffusa là một loài thực vật có hoa trong họ Cúc. Loài này được (Benth.) Urbatsch & R.P.Roberts mô tả khoa học đầu tiên năm 2004.